# Hkamti Long (Birmania)

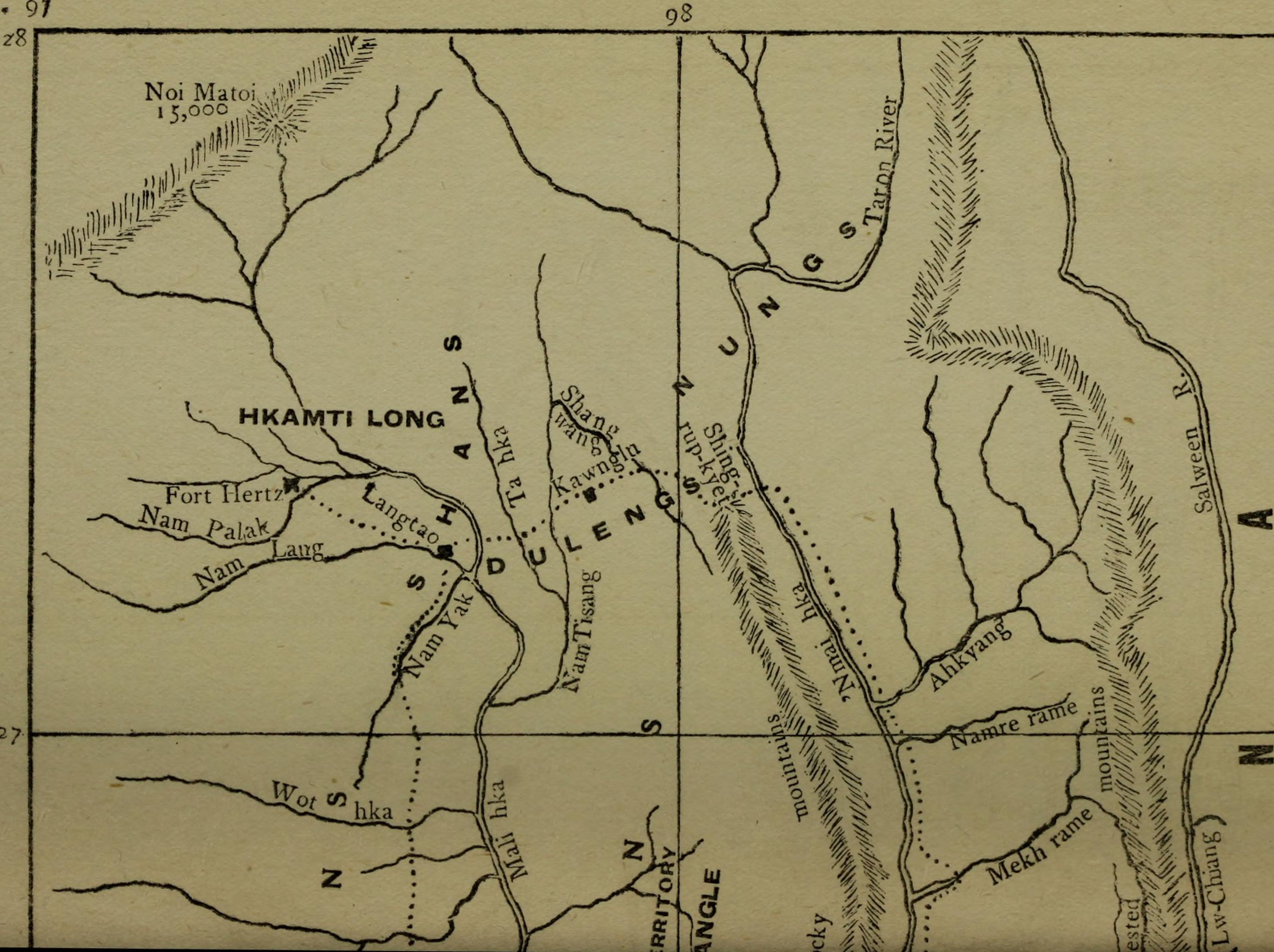
Antiguo mapa que muestra la región de Hkamti Long.

Hkamti Long (también conocido como Khamti Long; chino: 坎 底), también conocido como Khandigyi (birmano: ခန္တီး ကြီး) era un estado Shan en lo que hoy es Birmania. Era un territorio periférico, ubicado junto al río Mali, al norte del distrito de Myitkyina, lejos del área principal del estado de Shan en el actual estado de Kachin. La ciudad principal era Putao.

## Historia
Hkamti Long comenzó como un territorio periférico del estado Shan de Mongkawng y fue colonizado por Hkamti, un subgrupo del pueblo Shan. El nombre significa "Gran Lugar de Oro" en el idioma Hkamti Khamti.  Reunió a siete pequeños principados: Lokhun, Mansi, Lon Kyein, Manse-Hkun, Mannu, Langdao, Mong Yak y Langnu que estaban bajo el Hkamti Long estaba más allá de las fronteras de la División Británica de Mandalay y nunca fue sometido al dominio británico directo, después de los estados Shan se sometieron al dominio británico después de la caída de la dinastía Konbaung.
Hkamti Long fue visitado por el viajero Thomas Thornville Cooper, agente británico en Bhamo, donde fue asesinado en 1878; más tarde también por los coroneles Macgregor y Woodthorpe en 1884-1885, por Errol Gray en 1892-1893 y por el príncipe Enrique de Orleans en 1893.
Hacia fines del siglo XIX, los habitantes todavía eran en su mayoría Shan, pero terminaron siendo absorbidos o expulsados por el pueblo Kachin y otros grupos étnicos dominantes de la región.

#### Gobernantes
Los gobernantes de Hkamti Long llevaban el título de Saopha.

##### Saophas
- c.1860 - c.1862 ...
- c.1862 - 1910 San Nwe Cho (b. 1837 - m. 1910)
- 1910 - 1915 San Nwe No (b. 1855 - m. 1915)
- 13 de agosto de 1915 - 19 .. Sao Hpa Hkan (n. C.1854 - d. 19 ..)